# Anna Łoska
Anna Łoska (zm. po 13 czerwca 1520) – nałożnica księcia mazowieckiego Konrada III Rudego.

## Życiorys
Istnieją różne teorie dotyczące pochodzenia Anny Łoskiej. Według pierwszej z nich, pochodziła ona z rodziny ziemiańskiej herbu Rogala ze wsi Łoś. Ostatnio pojawiła się jednak hipoteza, jakoby była ona identyczna z Anną Czyszkowską herbu Ogończyk, która została przed 1505 żoną szlachcica Wawrzyńca Chynowskiego (Łoskiego). Zgodnie z dokumentem jej syna Hieronima, matką Anny była Zofia z Kuczborka. 
Przypuszcza się, iż Anna Łoska mogła należeć do dworu księżnej mazowieckiej Barbary Olelkówny. Najprawdopodobniej ok. 1486 została nałożnicą syna księżnej Konrada Rudego, któremu urodziła syna Hieronima, kapłana w kolegiacie św. Jana w Warszawie oraz prawdopodobnie nieznaną z imienia córkę, zmarłą przed 28 czerwca 1521. Badacze utożsamiający Annę z żoną Wawrzyńca Chynowskiego wysunęli hipotezę, jakoby córką jej i księcia Konrada była również Anna Dorota Chynowska, żona podsędka czerskiego Jana Warszewieckiego. Konrad III Rudy podarował najprawdopodobniej swojej metresie ogród, nazwany od jej nazwiska Łoska. Związek Anny z królem zakończył się prawdopodobnie przed 1496, gdy książę poślubił Annę Radziwiłłównę. 
Według jednej z hipotez, po rozstaniu z Konradem Anna została przez niego umieszczona w klasztorze bernardynek w Warszawie i była identyczna z tamtejszą zakonnicą Anną Łoską. Teoria ta została jednak zakwestionowana. 13 czerwca 1520 jej syn Hieronim zapisał swej matce dobra w Kuczborku, odziedziczone po matce Anny Zofii z Kuczborka oraz sto dukatów zapisanych mu przez ojca Konrada Rudego na ogrodzie i sadzie. Jej ostatnia wzmianka źródłowa na temat Anny Łoskiej.